# Yamuja
Yamuja (Mongol: Жамуха) fue un líder militar mongol y jefe rival de Temujin (posteriormente conocido como Gengis Kan) en la unificación de las tribus mongolas.

## Biografía
Yamuja nació en Jadaran, una subtribu de la confederación jamag jongol, Jamuja fue un anda ("amigo de la infancia") y hermano de sangre de Temüyin.
Según la Historia Secreta de los Mongoles, cuando Börte, esposa de Temüyin, fue secuestrada por los merkitas, Wang Khan, Jamukha y Temüyin unieron sus fuerzas para rescatarla.
En 1201, los líderes de las 12 tribus hostiles restantes (entre ellas los merkitas, tártaros y naimanos y las tribus mongolas no aliadas con Temüjin (Jadaran, Taichuud y otras) se reunieron y escogieron a Yamuja como Gur Jan, soberano universal. La aceptación por parte de Yamuja de este título supuso una grieta insalvable entre Temüyin y Yamuja, liderando Temüyin una coalición de tribus que se opusieron a éste. En el otoño de ese año, se libró una gran batalla entre los aliados de Yamuja y los de Temüyin en el valle de Argún. Esta decisiva batalla ha pasado a la historia como la Batalla de los Trece Lados, terminando con la victoria de Temüyin y la unión de las tribus mongolas.
Yamuja fue menos efectivo en la construcción de alianzas porque, a diferencia de Temüyin, mantuvo las tradicionales divisiones entre tribus en sus fuerzas asignando los puestos clave por herencia en vez de por méritos.

## Muerte
Hacia finales de 1205 o principios de 1206, Yamuja es traicionado por sus hombres y llevado ante Temüjin. Éste, que detesta a los traidores, los ejecuta. Según la Historia Secreta de los Mongoles, Temüjin ofrece a Yamuja una renovación de hermandad, pero Yamuja pide una muerte noble, sin derramamiento de sangre.
- Datos: Q334518